# Џенет Гејнор
Џенет Гејнор (енгл. Janet Gaynor) је била америчка глумица, рођена 6. октобра 1906. године у Филадефији, а преминула 14. септембра 1984. године у Палм Спрингсу (Калифорнија). Прва је глумица која награђена Оскаром за најбољу главну глумицу.

## Филмографија
| Год. | Српски назив                           | Оригинални назив              | Улога                               |
| ---- | -------------------------------------- | ----------------------------- | ----------------------------------- |
| 1924 |                                        | Cupid's Rustler               |                                     |
| 1924 | Young Ideas                            |                               |                                     |
| 1925 |                                        | Dangerous Innocence           | uncredited                          |
| 1925 | The Burning Trail                      |                               |                                     |
| 1925 | The Teaser                             |                               |                                     |
| 1925 | The Plastic Age                        |                               |                                     |
| 1926 |                                        | A Punch in the Nose           | Bathing Beauty                      |
| 1926 | The Beautiful Cheat                    |                               |                                     |
| 1926 |                                        | The Johnstown Flood           | Anna Burger                         |
| 1926 | Oh What a Nurse!                       |                               |                                     |
| 1926 | Skinner's Dress Suit                   |                               |                                     |
| 1926 |                                        | The Shamrock Handicap         | Lady Sheila O'Hara                  |
| 1926 | The Galloping Cowboy                   |                               |                                     |
| 1926 | The Man in the Saddle                  |                               |                                     |
| 1926 |                                        | The Blue Eagle                | Rose Kelly                          |
| 1926 |                                        | The Midnight Kiss             | Mildred Hastings                    |
| 1926 |                                        | The Return of Peter Grimm     | Catherine                           |
| 1926 | Lazy Lightning                         |                               |                                     |
| 1926 | The Stolen Ranch                       |                               |                                     |
| 1927 |                                        | Two Girls Wanted              | Marianna Wright                     |
| 1927 |                                        | Seventh Heaven                | Diane                               |
| 1927 | Излазак сунца: Песма о два људска бића | Sunrise: A Song of Two Humans | The Wife - Indre                    |
| 1928 |                                        | Street Angel                  | Angela                              |
| 1928 |                                        | 4 Devils                      | Marion                              |
| 1929 |                                        | Lucky Star                    | Mary Tucker                         |
| 1929 |                                        | Happy Days                    | Herself                             |
| 1929 |                                        | Christina                     | Christina                           |
| 1929 |                                        | Sunny Side Up                 | Mary Carr                           |
| 1930 |                                        | High Society Blues            | Eleanor Divine                      |
| 1931 |                                        | The Man Who Came Back         | Angie Randolph                      |
| 1931 |                                        | Daddy Long Legs               | Judy Abbott                         |
| 1931 |                                        | Merely Mary Ann               | Mary Ann                            |
| 1931 |                                        | Delicious                     | Heather Gordon                      |
| 1932 |                                        | The First Year                | Grace Livingston                    |
| 1932 |                                        | Tess of the Storm Country     | Tess Howland                        |
| 1933 |                                        | State Fair                    | Margy Frake                         |
| 1933 |                                        | Adorable                      | Princess Marie Christine, aka Mitzi |
| 1933 |                                        | Paddy the Next Best Thing     | Paddy Adair                         |
| 1934 |                                        | Carolina                      | Joanna Tate                         |
| 1934 |                                        | The Cardboard City            | Herself                             |
| 1934 |                                        | Change of Heart               | Catherine Furness                   |
| 1934 |                                        | Servants' Entrance            | Hedda Nilsson aka Helga Brand       |
| 1935 |                                        | One More Spring               | Elizabeth Cheney                    |
| 1935 |                                        | The Farmer Takes a Wife       | Molly Larkins                       |
| 1936 |                                        | Small Town Girl               | Katherine 'Kay' Brannan             |
| 1936 |                                        | Ladies in Love                | Martha Kerenye                      |
| 1937 | Звезда је рођена                       |                               | Вики Лестер                         |
| 1938 |                                        | Three Loves Has Nancy         | Nancy Briggs                        |
| 1938 |                                        | The Young in Heart            | George-Anne Carleton                |
| 1957 |                                        | Bernardine                    | Mrs. Ruth Wilson                    |